# قرار مجلس الأمن التابع للأمم المتحدة رقم 1626
قرار مجلس الأمن التابع للأمم المتحدة رقم 1626، المتخذ بالإجماع في 19 أيلول / سبتمبر 2005، بعد الإشارة إلى جميع القرارات السابقة بشأن الحالة في ليبريا وسيراليون، ولا سيما القرارات 1509 (2003) و1610 (2005) و1620 (2005)، مدد المجلس ولاية بعثة الأمم المتحدة في ليبيريا حتى 31 مارس 2006 وأذن بنشر 250 جنديًا في سيراليون لحماية المحكمة الخاصة.

## القرار

### أعمال
وبموجب الفصل السابع من ميثاق الأمم المتحدة، مدد المجلس ولاية بعثة الأمم المتحدة في ليبريا ودعا السلطات الليبرية إلى ضمان انتخابات حرة ونزيهة وشفافة. وحث المجتمع الدولي على توفير الموارد لتلبية الاحتياجات المتعلقة بالمقاتلين السابقين وإصلاح قطاع الأمن.
أُذن لبعثة الأمم المتحدة في ليبريا بنشر 250 فردا في سيراليون لحماية المحكمة الخاصة، وفي الوقت نفسه، صدرت أوامر بزيادة مؤقتة لأفراد البعثة حتى 31 آذار / مارس 2006. وعلاوة على ذلك، أُذن للبعثة أيضا بنشر أفراد عسكريين في سيراليون إذا لزم الأمر لإجلاء الأفراد هناك في حالة الطوارئ. صدرت تعليمات إلى مكتب الأمم المتحدة المتكامل في سيراليون بتقديم الدعم لأفراد البعثة المنتشرين في سيراليون.
طلب القرار من الأمين العام كوفي أنان وحكومة سيراليون إبرام اتفاق بشأن وضع أفراد بعثة الأمم المتحدة العسكريين في البلاد. وشُجعت بعثات الأمم المتحدة في المنطقة على متابعة التعاون بين البعثات من أجل منع الاتجار بالأسلحة، وحركة المقاتلين، والاستغلال غير المشروع للموارد الطبيعية، وتنفيذ برامج نزع السلاح والتسريح وإعادة الإدماج.
وأخيراً، طُلب من الأمين العام أن يقدم تقييماً للانسحاب التدريجي لبعثة الأمم المتحدة في ليبريا في تقريره الصادر في آذار / مارس 2006.

## روابط خارجية
- نص القرار في undocs.org